# Joseph Böhm
Pour les articles homonymes, voir Böhm.
Joseph Böhm (en hongrois Böhm József) est un violoniste et enseignant hongrois, né le 4 mars 1795 à Pest (Hongrie) et mort le 28 mars 1876 à Vienne (Autriche).

## Biographie
Joseph Böhm est formé par son père, premier violon au théâtre de Pest et par Pierre Rode. Son frère Franz Böhm (1788-1846) est un violoniste et soliste réputé de l’orchestre de l'Opéra impérial de Saint-Pétersbourg. Par ce frère Franz, Joseph Bôhm est le grand-oncle maternel du célèbre mathématicien allemand Georg Cantor, créateur de la théorie des ensembles.
Joseph Böhm débute à Vienne en 1816 en jouant des œuvres de Rodolphe Kreutzer et de Franz Weiss.
Il s'investit beaucoup dans la musique de chambre. En 1816, il organise des concerts consacrés aux quatuors à cordes de Ludwig van Beethoven et de Joseph Haydn. Il collabore aussi avec Carl Maria von Bocklet.
Il fait ensuite des tournées en Italie, Allemagne et France.
Le 1er juin 1819, il est nommé professeur au Conservatoire de Vienne, lors de la création de ce poste. Il va occuper ce poste jusqu'en 1848. Parmi ses nombreux élèves, on trouve Jenő Hubay, Joseph Joachim, Heinrich Wilhelm Ernst, Jakob Dont, Georg Hellmesberger, Eduard Rappoldi, Jakob Grün et Sigismund Bachrich.
En 1821, il est membre d'un quatuor à cordes, formé par le jeune violoniste Karl Holz (en), l'altiste Franz Weiss et le violoncelliste Joseph Linke.
Il a eu des relations de travail avec Ludwig van Beethoven et était membre du Quatuor Schuppanzigh qui a créé son quatuor à cordes no 12.
Joseph Böhm a laissé quelques petites pièces pour violon écrites dans le style populaire de son époque. Il est mort à Vienne.